# Solhan (Türkei)
Solhan (kurdisch: Bongilan) ist eine Stadt und ein gleichnamiger Landkreis der Provinz Bingöl in der Türkei. Der Ort hieß bis 1932 Bongilan, danach Solhan. Die im Stadtsiegel abgebildete Jahreszahl 1936 dürfte auf das Jahr der Erhebung zur (Stadt-)Gemeinde (Belediye/Belde) hinweisen.
Zazaisch und Kurmandschi sind die häufigsten Sprachen der Region.

## Landkreis
Der Landkreis liegt im Osten der Provinz und bedeckt etwa 13 Prozent der Provinzfläche. Solhan grenzt im Norden an den Kreis Karlıova, im Westen an den zentralen Landkreis Bingöl (Merkez) und im Südwesten an den Kreis Genç. Provinzgrenzen bestehen mit dem Landkreis Kulp (Provinz Diyarbakır) im Süden und mit den Kreisen Varto und Muş (Provinz Muş) im Osten.
Die Stadt Solhan beherbergt etwa 58,4 Prozent der Landkreisbevölkerung. Eine weitere Gemeinde (Belediye) im Landkreis ist mit 2651 Einwohnern Arakonak. Den Rest des Kreises bilden 27 Dörfer (Köy) mit einer Durchschnittsbevölkerung von 430 Einwohnern, von denen acht Dörfer mehr Einwohner als dieser Durchschnitt haben. Die Skala der Einwohnerzahlen reicht von 1806 (Hazarşah) hinab bis auf 86. Yiğitharman (1148) und Yenidal (1044 Einw.) sind zwei weitere große Dörfer. Der städtische Bevölkerungsanteil im Kreis ist 66,15 Prozent, die Bevölkerungsdichte erreicht mit 33,2 fast den Provinzwert (von 35,2 Einw. je km²).

## Geschichte
Nach der Reorganisation der Provinzen 1864 gehörte das Gebiet zur Provinz Erzurum, gelangte 1929 zur Provinz Muş. Am 4. Juli 1932 wurde der Landkreis Solhan gebildet (Gesetz Nr. 2141) und kam 1936 in die aus Teilen der Provinzen Elazığ und Erzurum neu gegründete Provinz Çapakçur (1950 umbenannt in Bingöl).